# Hollandichthys
Hollandichthys es un género de pequeños peces de agua dulce de la familia Characidae. Está compuesto por dos especies, las que son denominadas comúnmente mojarras. Habita en ambientes acuáticos templados del centro-este de Sudamérica. 

## Distribución
Se distribuye en el centro-este de América del Sur, en ríos de vertiente Atlántica del sur y sudeste del Brasil, en los estados costeros desde Río de Janeiro hasta el de Río Grande del Sur, llegando por el sur hasta el oriente del Uruguay.

## Taxonomía
El género Hollandichthys fue propuesto el año 1909, y definido al año siguiente por Carl H. Eigenmann. Su escueta descripción indicó que son sus características distintivas el maxilar con dientes a lo largo de todo su borde, la línea lateral muy corta, y las líneas oscuras a lo largo de los lados. La especie tipo es Tetragonopterus multifasciatus Eigenmann y Norris, 1900 (Hollandichthys multifasciatus). Esa especie fue descrita empleando 3 ejemplares capturados en Cubatão, estado de São
Paulo.  Al nuevo género se le sumaron más especies, pero posteriormente pasó a ser tratado como monotípico. En el año 1966, Shultz sinonimizó a Hollandichthys en Pseudochalceus Kner. En el año 1972, Géry transformó a Hollandichthys en un subgénero dentro de Pseudochalceus Kner. Estudios filogenéticos posteriores demostraron que ambos taxones son géneros independientes, situados en clados distintos, estando Hollandichthys en el mismo clado que Rachoviscus.
Hasta 2013 se consideraba al género Hollandichthys como monotípico, con su única especie: H. multifasciatus, pero en ese año los ictiólogos Vinicius A. Bertaco y Luiz R. Malabarba describieron una segunda especie: Hollandichthys taramandahy.
Etimología
Etimológicamente, el nombre genérico Hollandichthys puede relacionarse a los Países Bajos, o una persona de nombre o apellido Holland.
Especies
Este género está compuesto por dos especies:
- Hollandichthys multifasciatus (C. H. Eigenmann & A. A. Norris, 1900)
- Hollandichthys taramandahy Bertaco & L. R. Malabarba, 2013

## Características y costumbres
Se trata de peces pequeños; los especímenes más grandes rondan los 80 mm de largo total en el caso de H. taramandahy y 96 mm en H. multifasciatus.
Hollandichthys taramandahy se distingue de H. multifasciatus por la presencia de un pequeño punto negro que cubre la base de los rayos centrales de la aleta caudal, por el menor número de radios procurrentes dorsales y ventrales de la aleta caudal, por la ausencia de una mancha negra en la mitad anterior de la aleta adiposa y por la ausencia de mancha humeral en individuos que sobrepasan los 60 mm de largo total.
Su hábitat específico son los charcos laterales de los ríos y afluentes muy pequeños, de poca profundidad, con aguas lénticas, oscuras, de fondo barroso y con hojas, y con las ribera provistas de muy densa vegetación marginal. No habitan los ríos principales, los que se caracterizan por ser ambientes lóticos,
con aguas limpidas, con fondo de piedra y poca vegetación ribereña.
Viven en pequeños cardúmenes integrados por 3 a 6 ejemplares. Su alimento consiste en arañas, hormigas, escarabajos y otros insectos.
Conservación
Por lo menos una de sus especies (H. taramandahy, bajo el nombre de H. multifasciatus) fue incluida en el listado de especies de peces en peligro de extinción que habitan en el estado de Río Grande del Sur, Brasil.